# Boris Dmitrijewski
Boris Nikołajewicz Dmitrijewski (ros. Борис Николаевич Дмитриевский; ur. 3 maja 1922 w Moskwie, zm. 12 marca 1945 w Lęborku) – radziecki czołgista, starszy porucznik, Bohater Związku Radzieckiego.

## Życiorys

### Dzieciństwo i młodość
Boris Dmitrijewski urodził się 3 maja 1922 jako pierwsze i jedyne dziecko Nikołaja Michajłowicza i Anny Iwanownej z domu Szczagina. Ojciec pochodził z rodziny prostych kapłanów prawosławnych z miejscowości Polanka w obwodzie riazańskim. W 1917 walczył podczas rewolucji październikowej po stronie bolszewików. Natomiast matka wywodziła się z rodziny bogatych chłopów. Z powodu pochodzenia oboje przeprowadzili się do Moskwy, gdzie wynajęli mieszkanie, znaleźli pracę jako księgowi oraz wzięli ślub.
Od 1936 Dmitrijewski uczył się w moskiewskim gimnazjum nr 39 (obecnie szkoła nr 57). Nie uczył się najlepiej, ale też nie najgorzej, przez kolegów zapamiętany jako psotny i wysportowany – interesował się gimnastyką. W klasie poznał również swoją przyszłą żonę, Ludmiłę Aleksandrową Jemeljanową, która początkowo miała pomóc mu w nauce języka niemieckiego; później zostali parą. Szkołę ukończył w 1941.

### II wojna światowa
Po ataku Niemiec na Związek Radziecki 22 czerwca 1941 ojciec Borisa, Nikołaj, wstąpił do Armii Czerwonej. Już w październiku, po okrążeniu w okolicach Smoleńska, został wzięty do niewoli niemieckiej. Natomiast sam Boris został powołany 12 sierpnia 1941 i trafił do Saratowa, do 2. Szkoły Pancernej, którą ukończył w grudniu 1942 w stopniu podporucznika. W 1943 wstąpił do Komunistycznej Partii Związku Radzieckiego, w kwietniu tego samego roku został dowódcą czołgu T-34 w 3. Gwardyjskim Korpusie Pancernym.
W maju 1943 Boris Dmitrijewski trafił na front. Pierwszy raz wsławił się podczas operacji sumskiej, później walczył w okolicach Połtawy. W listopadzie 1943 otrzymał urlop i na miesiąc wrócił do Moskwy. Chciał wtedy ożenić się z Ludmiłą, do której pisał wielokrotnie listy. Kobieta nie chciała się jednak spieszyć. W lutym 1944 Dmitrijewski wrócił na front, dwa miesiące później jego brygadę przerzucono do Rumunii. Walczył tam do czerwca, w tym czasie brał udział m.in. w wyzwoleniu wsi Vascani i Rediu. Po włączeniu brygady w skład 3. Frontu Białoruskiego, Dmitrijewski i jego żołnierze trafili w okolice Smoleńska. Brali oni udział w wyzwoleniu kilkunastu miast, w tym Borysowa, Mińska, Oszmiany i Wilna. Następnie trafili do 1. Frontu Nadbałtyckiego, w ramach którego walczyli w okolicach Kłajpedy i w Prusach Wschodnich.
Na początku 1945 Dmitrijewski ponownie pojechał do Moskwy, wtedy wziął również ślub z Ludmiłą. Następnie, po powrocie na front, jego brygada trafiła na Pomorze Środkowe, gdzie została włączona w skład 2. Frontu Białoruskiego. Brała udział w wyzwalaniu wsi Bischofswalde (dziś Biskupnica) oraz w walkach w okolicach jeziora Elsenau (Olszanowskie) i stacji kolejowej Schübben-Zanow (Skibno). W czasie walk o Lębork 10 marca, porucznik w okolicach Pogorzelic miał rzekomo samodzielnie pokonać kolumnę wojsk nieprzyjaciela, składającą się z 200 pojazdów. 11 marca, w trakcie walk o Wejherowo, miejscowa cementownia, w której się znajdował, została ostrzelana przez wojska niemieckie, a on sam odniósł rany. Został przewieziony do szpitala polowego w Lęborku, gdzie zmarł 12 marca 1945 z powodu utraty znacznej ilości krwi (niektóre źródła podają, że zmarł w drodze do szpitala). Został pochowany w jednym z lęborskich parków, a później na cmentarzu żołnierzy radzieckich w Lęborku.

### Upamiętnienie
W latach 1968–1993 jego imię nosiła jedna z ulic w moskiewskiej dzielnicy Chamowniki (obecnie 1. Aleja Zachatiewska). 15 marca 2005 ponownie stał się patronem ulicy w tym mieście, tym razem we wschodnim okręgu administracyjnym Moskwy w rejonie Kosino–Uchtomskim. W jej pobliżu, 3 czerwca 2019, na Linii Niekrasowskaja metra moskiewskiego otwarto stację Ulica Dmitrijewskogo. W szkole, w której się uczył, dziś znajduje się muzeum jego imienia.
Do grudnia 1989 jedna z ulic na Osiedlu Kaszubskim w Wejherowie nosiła imię Borisa Dmitrijewskiego (na wniosek miejscowej „Solidarności” zmieniono jej nazwę na Pomorską). Znajdował się przy niej również kamień pamiątkowy z 1975, obecnie przeniesiony na miejscowy cmentarz żołnierzy radzieckich.
W Lęborku o pamięć Dmitrijewskiego troszczą się uczniowie Szkoły Podstawowej nr 8, co roku pielęgnują oni grób żołnierza. W latach 70. i 80. XX wieku działał w niej hufiec ZHP noszący jego imię.
W 2010, na podstawie losów Borisa Dmitrijewskiego, nakręcono film Byłem szczęśliwy (ros. Я был счастлив) w reżyserii Tatiany Donskiej.

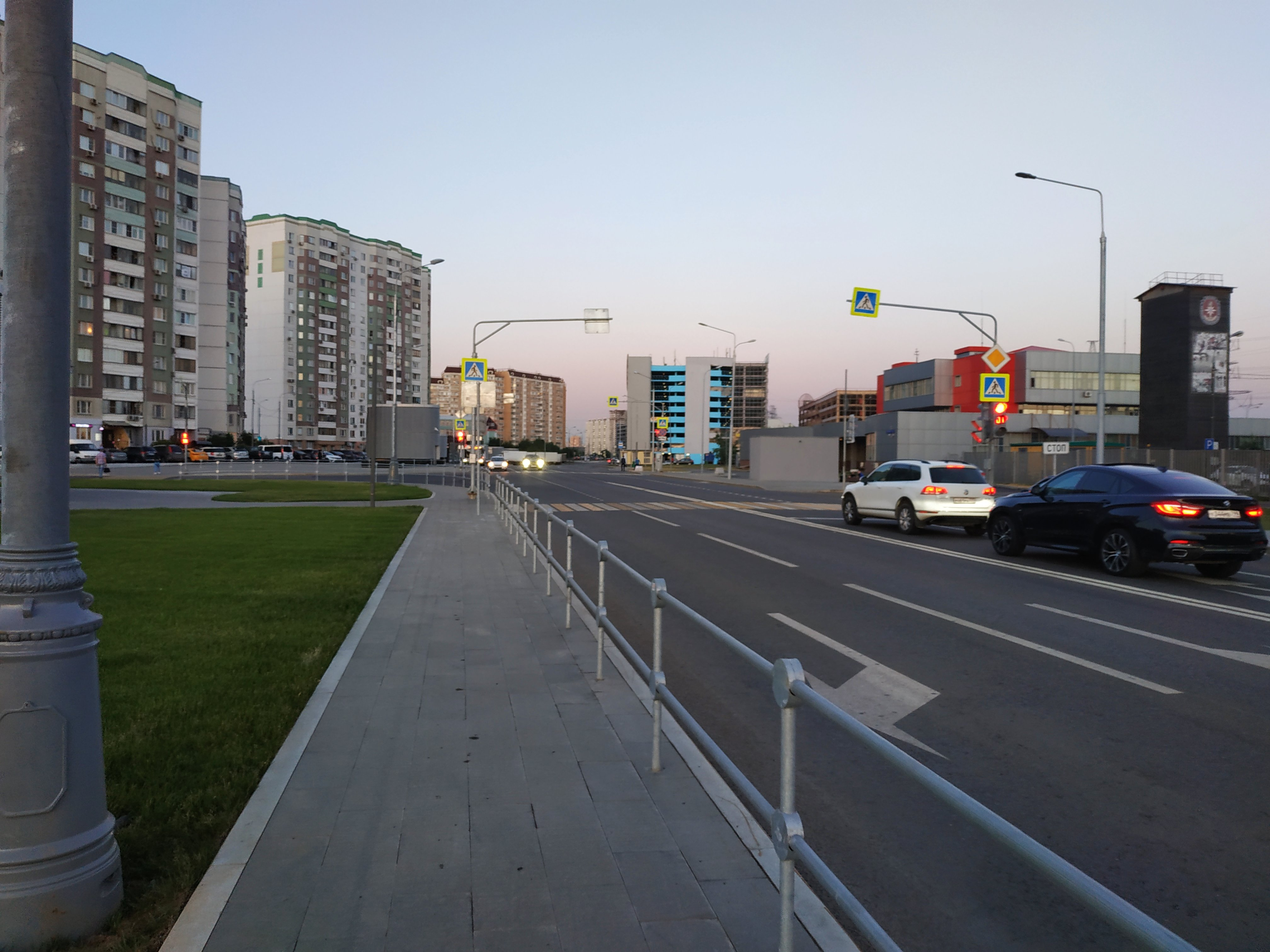
Ulica Dmitrijewskiego w Moskwie
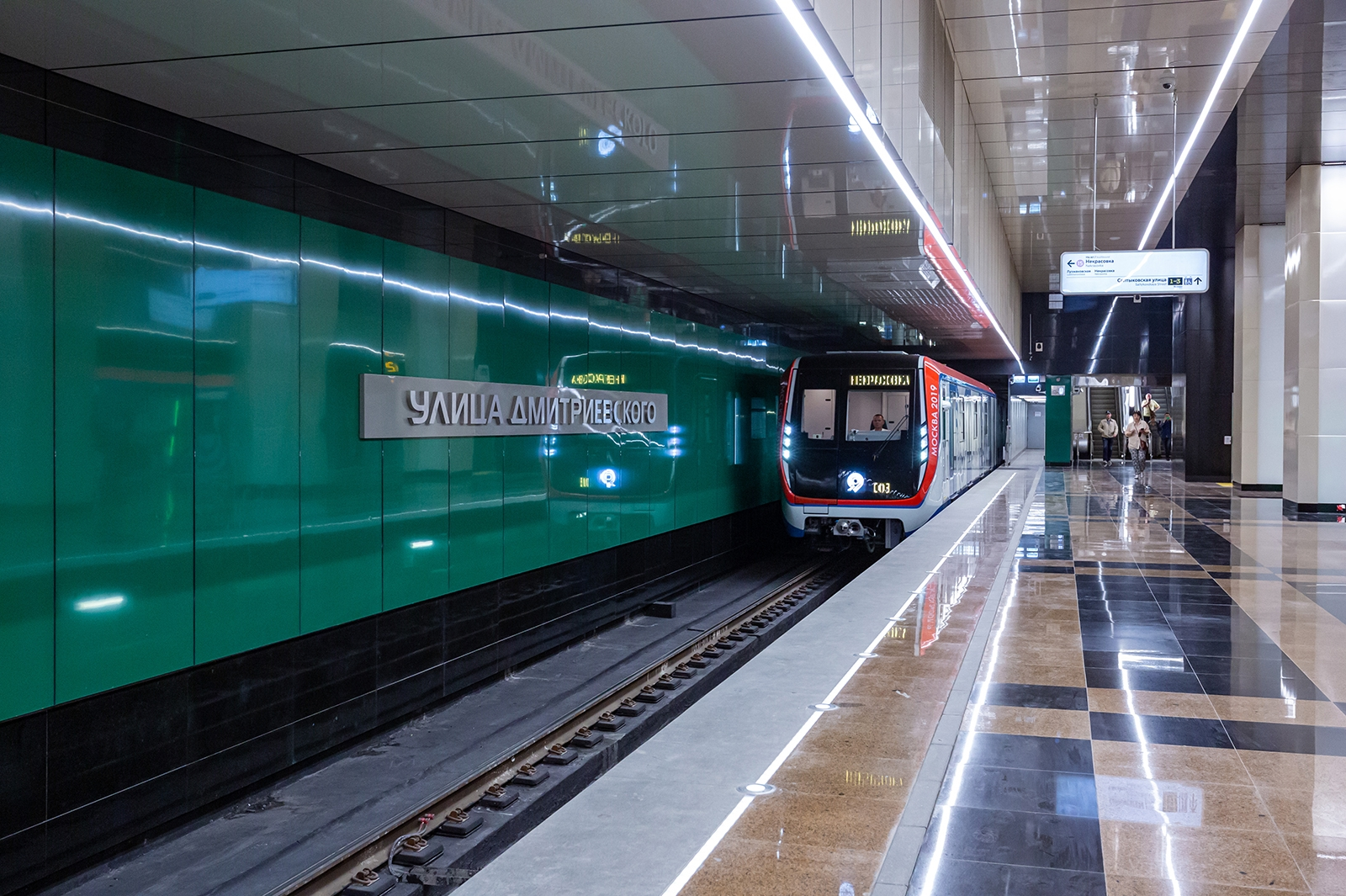
Stacja metra Ulica Dmitrijewskogo
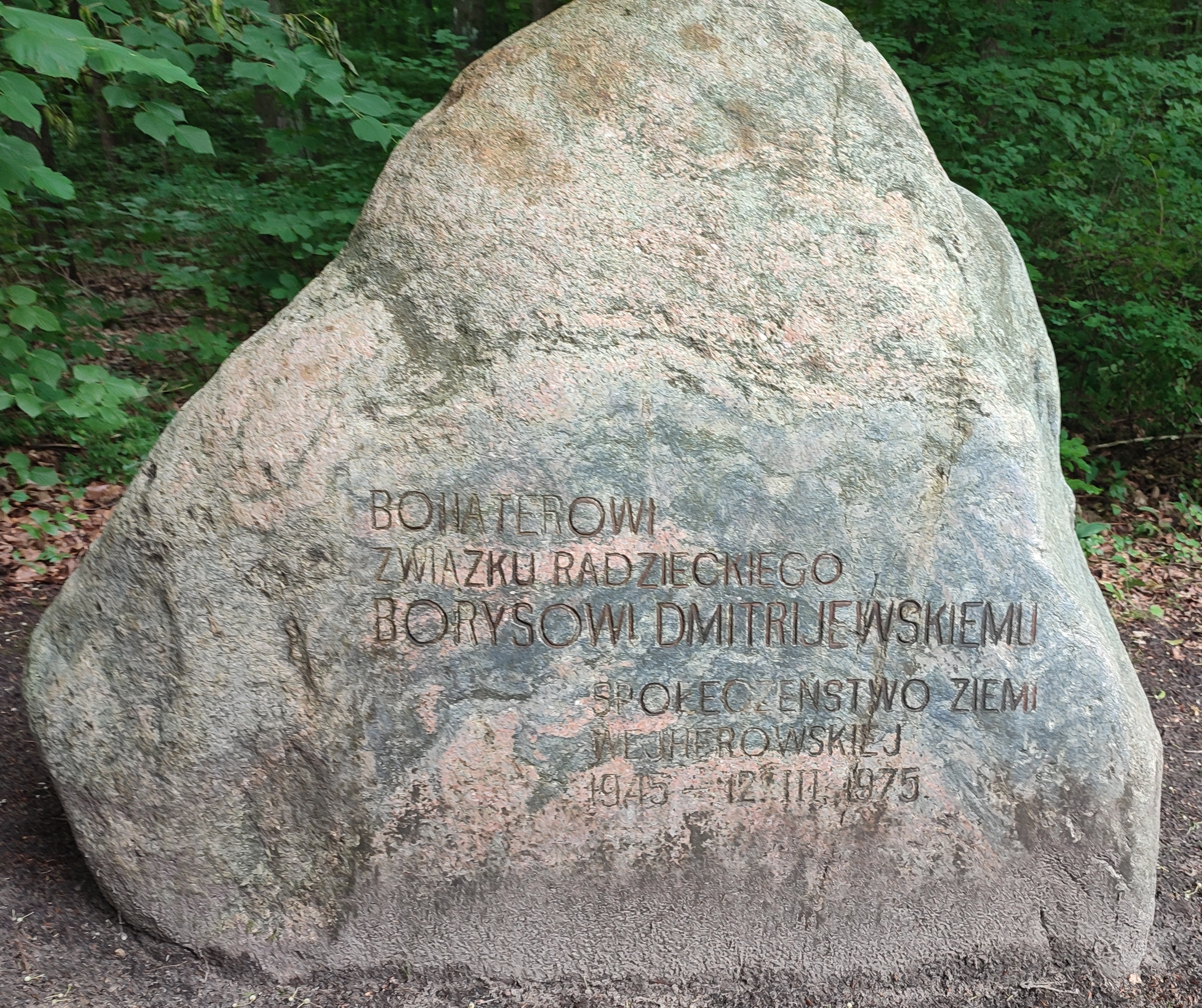
Kamień pamiątkowy na cmentarzu w Wejherowie

## Odznaczenia
29 czerwca 1945, dekretem Prezydium Rady Najwyższej ZSRR, Boris Dmitrijewski został uhonorowany pośmiertnie tytułem Bohatera Związku Radzieckiego. Wraz z nim został on pośmiertnie odznaczony Orderem Lenina i Złotą Gwiazdą.
Pozostałe otrzymane odznaczenia:
- Order Czerwonego Sztandaru (1943, za walki w okolicach Sum i Połtawy)[21],
- Order Wojny Ojczyźnianej I klasy (1944, za walki na Białorusi)[22],
- Order Czerwonej Gwiazdy (1944, za walki na Białorusi)[23].